# Bart Lemmen
Bart Lemmen (* 14. října 1995) je nizozemský profesionální silniční cyklista jezdící za UCI WorldTeam Visma–Lease a Bike.

## Hlavní výsledky
2018
8. místo Ronde van Nunspeet
2019
4. místo Ronde van Beverwijk
6. místo Ronde van Noordeloos
10. místo Wielerronde van Oploo
2021
vítěz Eurode Omloop
2. místo Ronde van Utrecht
4. místo Omloop van Valkenswaard
Arden Challenge
6. místo celkově
vítěz etap 1 a 5
9. místo Ronde van Midden-Brabant
2022
vítěz Ton Dolmans Trofee
3. místo Muur Classic Geraardsbergen
Národní šampionát
4. místo silniční závod
Kreiz Breizh Elites
5. místo celkově
vítěz 4. etapy
Okolo Slovenska
7. místo celkově
Tour du Loir-et-Cher
7. místo celkově
7. místo Eurode Omloop
10. místo Volta Limburg Classic
2023
Národní šampionát
4. místo silniční závod
Okolo Slovenska
5. místo celkově
5. místo Giro della Città Metropolitana di Reggio Calabria
8. místo Circuito de Getxo
2024
Tour Down Under
5. místo celkově

### Výsledky na Grand Tours
| Grand Tour      | 2024 |
| --------------- | ---- |
| Giro d'Italia   | —    |
| Tour de France  | 70   |
| Vuelta a España |      |

| —   | Nezúčastnil se |
| DNF | Nedokončil     |